# Danh sách thương hiệu kem
Đây là danh sách các thương hiệu kem đáng chú ý. Kem lạnh là một món tráng miệng đông lạnh, thường được làm từ các sản phẩm sữa như sữa và kem, và thường được kết hợp với trái cây hoặc các thành phần và hương vị khác. Tuy nhiên, không phải tất cả các món tráng miệng đông lạnh có thể được gọi là kem.

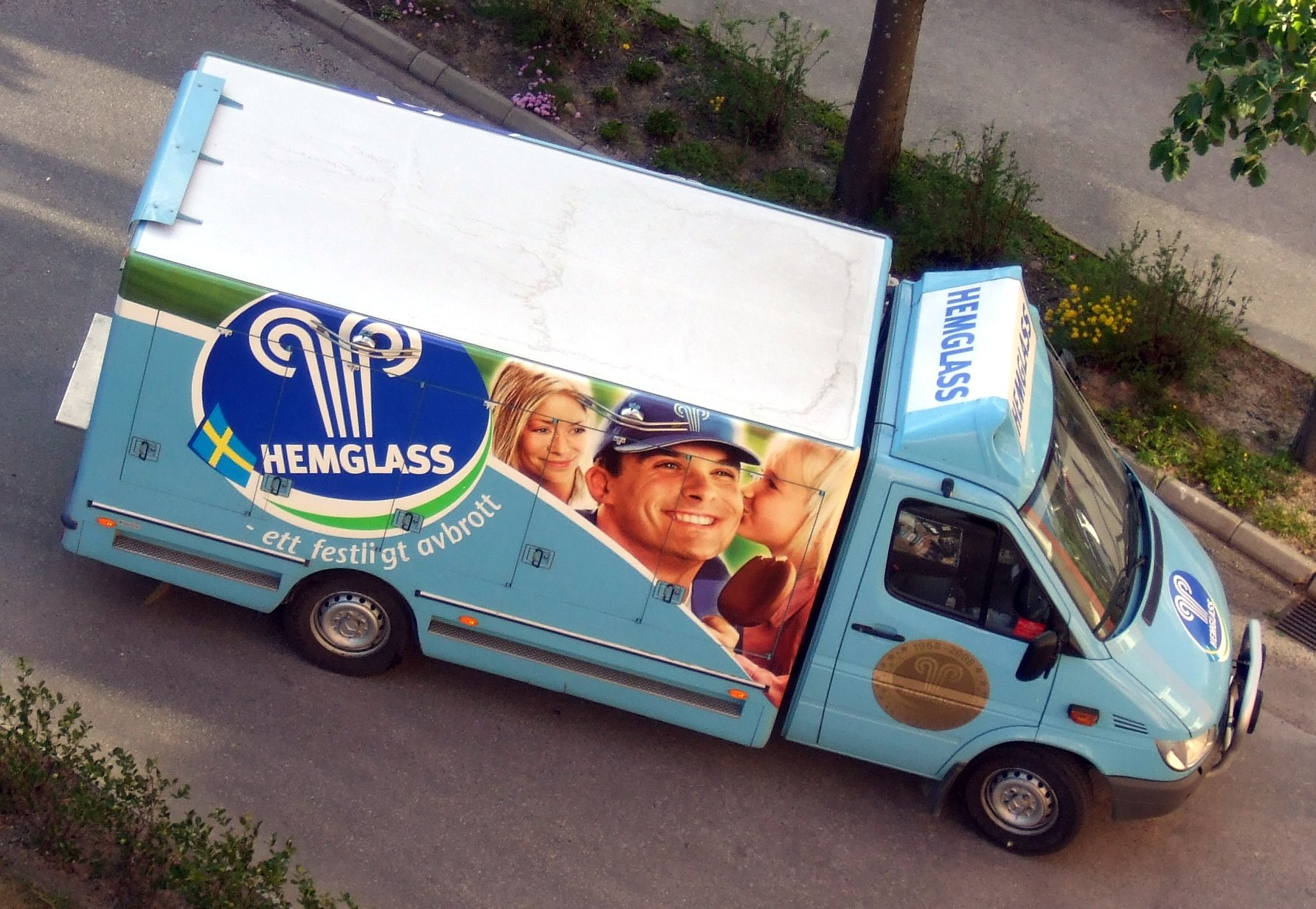
Xe tải kem Hjem-IS ở Thụy Điển, 2008

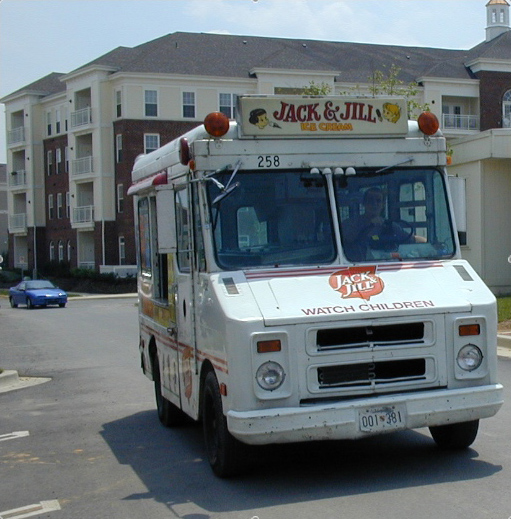
Xe tải kem Jack và Jill, Kentlands, Maryland, 2005

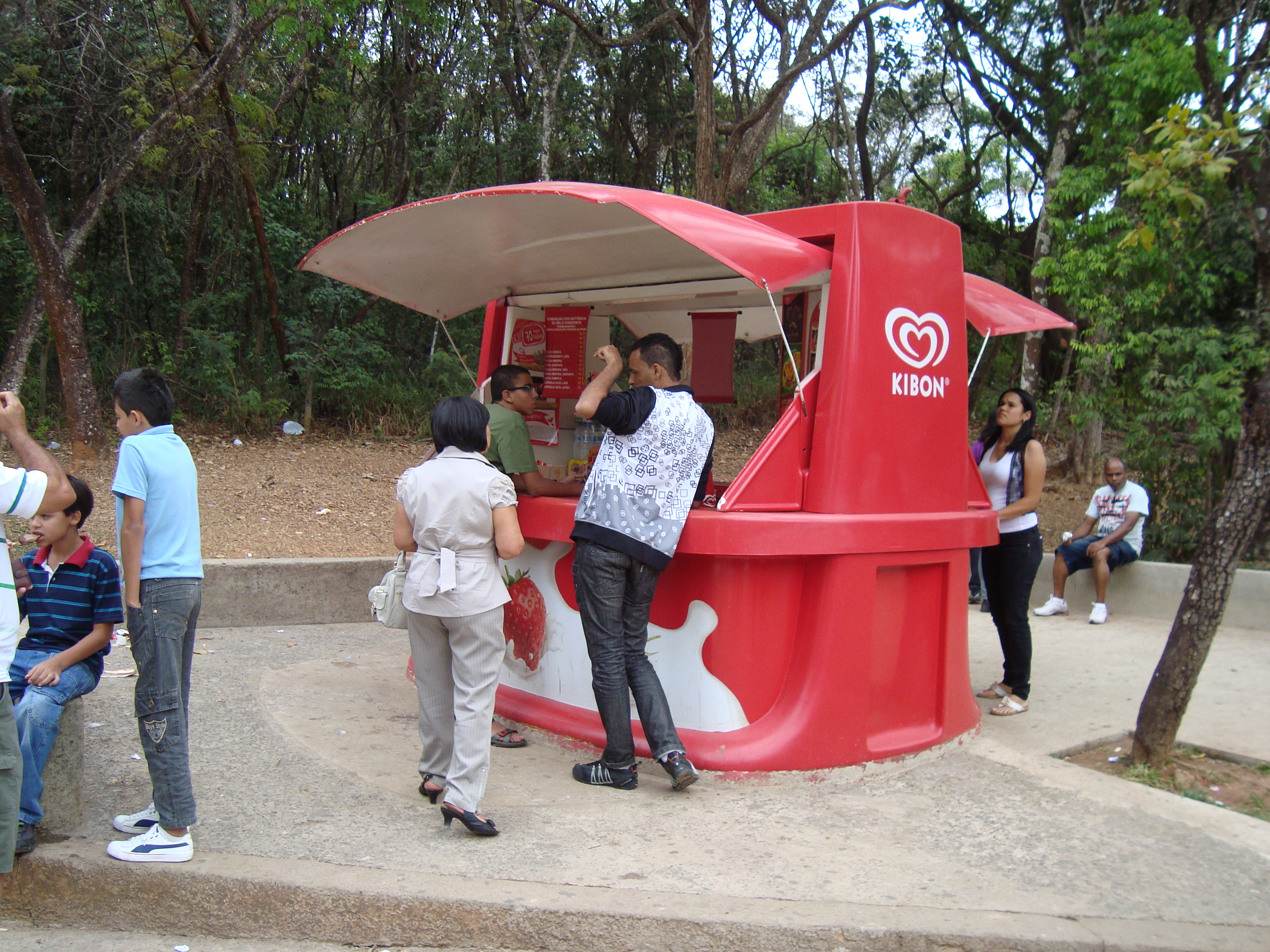
Gian hàng kem Kibon ở Brazil, 2011

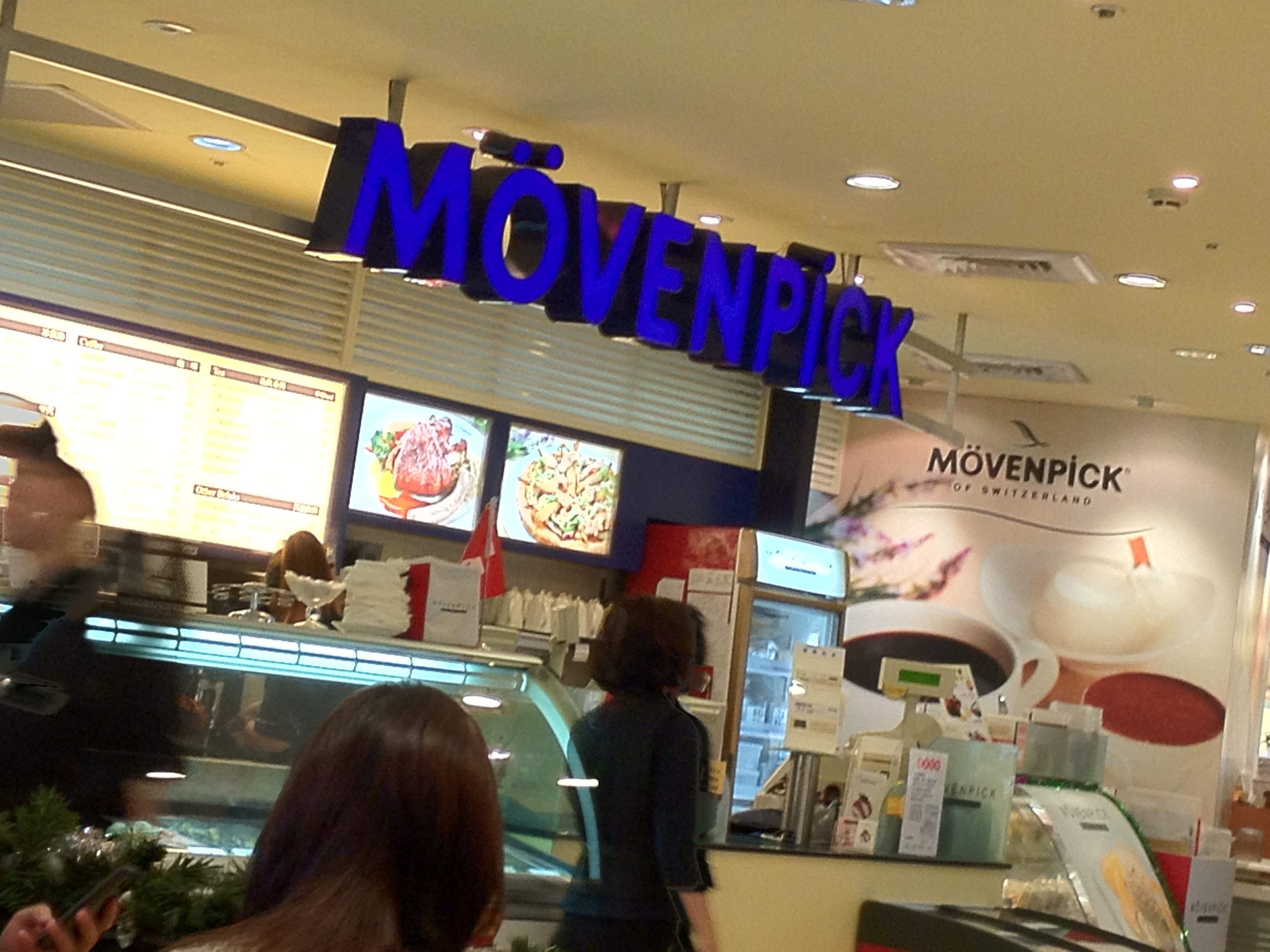
Cửa hàng bán lẻ Mövenpick, Đài Loan, 2011

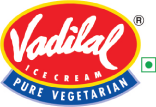
Logo Vadilal, 2011

### A
- Abbott's Frozen Custard (Mỹ)
- Amul (Ấn Độ)[1]
- Australian Homemade (Hà Lan)
- Arun Icecreams (Chennai, Ấn Độ)[2]

### B
- Bambino Ice Cream (Ba Lan)
- Baskin-Robbins (Mỹ)
- Ben & Jerry's (Mỹ)
- Berthillon (France)
- Blue Bell (Mỹ)
- Blue Bunny (Mỹ)
- Bonnie Doon Ice Cream (Mỹ, không còn tồn tại)
- Braum's (Mỹ)
- Bresler's Ice Cream (Mỹ, không còn tồn tại)
- Breyers (Mỹ)
- Bubblies (Mỹ)

### C
- Cargills Magic (Sri Lanka)
- Carvel (Mỹ)
- Casper's Ice Cream (Mỹ)
- Chapman's (Canada)
- Choctál (Mỹ)
- Cold Stone Creamery (Mỹ)
- Colonial Ice Cream (Mỹ)
- Cows Creamery (Canada)
- Creambell (Ấn Độ)

### D
- Dairy Queen (Mỹ)
- Dickie Dee (Canada, không còn tồn tại)[3]
- Diplom-Is (Na Uy)
- Dippin' Dots (Mỹ)
- D'Onofrio (Peru)
- Double Rainbow (Mỹ)
- Dreyer's (Mỹ)

### E
- Edy's (US)
- Elephant House (Sri Lanka)
- Eskimo (Nicaragua)

### F
- Fan Milk (Ghana)[4]
- Fenocchio (Pháp)
- Fieldbrook Farms (Mỹ)
- Freddy's Frozen Custard & Steakburgers (Mỹ)
- Friendly's (Mỹ)
- Frikom (Serbia)

### G
- GB Glace (Thụy Điển)
- Gelato Italia (Anh)
- Glacio (Bỉ)
- Golden North (Úc)
- Good Humor (Mỹ)
- Graeter's (Mỹ)
- Grido Helado (Argentina)

### H
- Häagen-Dazs (Mỹ)
- Halo Top (Mỹ)
- Handel's Homemade Ice Cream & Yogurt (Mỹ)
- HB Ice Cream (Ireland)
- Hennig-Olsen Iskremfabrikk (Na Uy)
- Herrell's Ice Cream (Mỹ)
- Hershey Creamery Company (Mỹ)
- Hertog (Hà Lan)
- Hico Ice Cream (Pakistan)
- Hjem-IS (Đan Mạch)

### I
- Ideal Ice Cream (Ấn Độ)
- Ingman (Phần Lan)
- It's-It Ice Cream (Mỹ)

### J
- J.P. Licks (Mỹ)
- Jack and Jill Ice Cream (Mỹ)
- Jeni's Splendid Ice Creams (Mỹ)
- Joe Delucci's (Anh)

### K
- KaleidoScoops (Mỹ)
- Kawartha Dairy Company (Canada)
- Karnataka Milk Federation (Ấn Độ)
- Kelly's of Cornwall (Anh)
- Kibon (Brazil)
- Klondike (Mỹ)
- Kowloon Dairy (Hồng Kông)
- Kwality Wall's (Ấn Độ)
- Kyl21 (Đức)

### L
- Langnese (Đức)
- Laura Secord (Canada)
- Ledo (Croatia)
- Lick Me I'm Delicious (Anh)
- The Licktators (Anh)
- Lovin' Scoopful (Mỹ)

### M
- Mado (Thổ Nhĩ Kỳ)
- Magnolia (Philippines)
- Magnum (Úc)
- Marble Slab Creamery (Mỹ)
- Mauds Ice Creams (Ireland)
- Maxibon (Bỉ)
- Mayfield Dairy (Mỹ)
- Maypole Ice Cream (Canada)
- Milko (Thụy Điển)
- Míša (Séc)
- Morelli's (Anh)
- Mother Dairy (Ấn Độ)
- Mövenpick Ice Cream (Thụy Sĩ)
- Mr. Green Tea Ice Cream Company (Mỹ)
- Murphys Ice Cream (Ireland)

### N
- Natural Ice Cream (Ấn Độ)
- Neilson Dairy (Canada)
- Nestlé (Thụy Sĩ)
- New Zealand Natural (New Zealand)
- Nobó (Ireland)

### O
- OMORÉ (Pakistan)

### P
- Paddle Pop (Úc)
- Perry's Ice Cream (Mỹ)
- Peters Ice Cream (Úc)
- Pierre's Ice Cream Company (Mỹ)
- Polar Ice Cream (Malaysia)
- Polar Ice Cream (Bangladesh)
- Purity (Mỹ)

### S
- Salt & Straw (Mỹ)
- Schwan's (Mỹ & Canada)
- Sealtest (Mỹ)
- Selecta (Philippines)
- Snugburys (Anh)
- Solero (Anh, Hà Lan)
- Speelman's Ice Cream (Mỹ, không còn tồn tại)
- Strauss (Israel)
- Streets (Úc)
- Stroh's Ice Cream (Mỹ)

### T
- Talenti (Mỹ)
- Tillamook (Mỹ)
- Tip Top (New Zealand)
- Thrifty Ice Cream (Mỹ)
- Turkey Hill (Mỹ)
- Tio Rico (Venezuela)
- Tràng Tiền (Việt Nam)

### U
- United Dairy Farmers (Mỹ)

### V
- Vadilal (Ấn Độ)
- Valio (Phần Lan)

### W
- Wall's (Anh)
- Western Family (Mỹ)
- Whitey's Ice Cream (Mỹ)

### Y
- Yarnell Ice Cream Co. (Mỹ)
- Ysco (Bỉ)